# Gianfranco Bianchin
Gianfranco Bianchin (* 6. Februar 1947 in Nogara; † 3. September 1970 in Pescara) war ein italienischer Radrennfahrer.

## Sportliche Laufbahn
Bianchin war im Straßenradsport aktiv. Als Amateur siegte er 1966 im Gran Premio Industria e Commercio Città di San Vendemiano und 1968 im Giro del Belvedere (Amateurrennen). Von 1969 bis 1970 war er Berufsfahrer. Er gewann den Giro della Toscana 1970 vor Ernesto Jotti. 1969 wurde er hinter Romano Tumellero Zweiter in der Coppa Sabatini und Dritter in der Coppa Placci.
Den Giro d’Italia bestritt er zweimal. 1969 wurde er 71. und 1970 85. der Gesamtwertung. Bianchin ertrank bei einem Badeunfall in der Adria.
Die Gianfranco Bianchin Trophy ist nach ihm benannt, die seit 1970 in Ponzano Veneto organisiert wird.